# Архелай (фрурарх Аорна)
Архелай (др.-греч. Άρχέλαος) — македонский военачальник IV века до н. э.

## Биография
Архелай, сын Андрокла, был одним из гетайров в македонской армии. Весной 329 году до н. э., во время среднеазиатской кампании Александра Македонского Архелай был назначен фрурархом «захваченного с ходу» бактрийского города Аорна. По свидетельству Арриана, Аорн являлся одним из самых крупных городов страны. Исследователи по-разному оценивают его местоположение. По мнению, к примеру, Шифмана И. Ш., Фора П., Аорн находился на территории современного Ташкургана.
Исторические источники не сообщают о дальнейшей судьбе Архелая. По предположению Г. Берве, Архелай мог быть убит во время восстания греческих колонистов в 325 году до н. э.